# André Lakos
André Lakos (ur. 29 lipca 1979 w Wiedniu) – austriacki hokeista, reprezentant Austrii, dwukrotny olimpijczyk.
Jego brat Philippe (ur. 1980) także został hokeistą; obaj bracia wspólnie grali w drużynie Vienna Capitals.

## Kariera
- Toronto St. Michael’s Majors (1997–1998)
- Barrie Colts (1998−1999)
- Albany River Rats (1999–2002)
- Utah Grizzlies (2002)
- Augusta Lynx (2002)
- Vienna Capitals (2002–2004)
- Syracuse Crunch (2004–2005)
- EC Salzburg (2005–2007)
- Houston Aeros (2007)
- Färjestad BK (2007–2008)
- Traktor Czelabińsk (2008–2010)
- EC Salzburg (2010–2011)
- Kölner Haie (2011–2012)
- Vienna Capitals (2012−2013)
- Piráti Chomutov (2013)
- Vienna Capitals (2013–2014)
- CSM Dunărea Galați (2014)
- SCL Tigers (2014–2015)
- Orli Znojmo (2014–2017)
- EC Bad Tölz (2017–2018)
- Orli Znojmo (2018)
- EC Graz 99ers (2018)

Wychowanek WAT Stadlau. Karierę rozwijał w Kanadzie w zespołach Montreal-Bourassa i Shelburne Wolves. Od 1997 przez dwa sezony grał w kanadyjskiej lidze juniorskiej OHL w ramach CHL. Następnie w drafcie NHL z 1999 został wybrany przez New Jersey Devils (z New Jersey przez Toronto). Przez następne trzy lata grał w zespole farmerskim w amerykańskiej lidze AHL, a także epizodycznie w lidze ECHL w 2002, po czym powrócił do Austrii i od tego czasu gra w klubach rodzimej ligi EBEL. W międzyczasie dwukrotnie jeszcze wyjeżdżał do USA i grał w AHL, jednak nigdy nie zadebiutował w elitarnych rozgrywkach NHL. Od 2007 do 2010 grał w szwedzkiej Elitserien i rosyjskiej KHL, później także w niemieckiej DEL. Od listopada 2013 ponownie zawodnik klubu w rodzinnym mieście. Od grudnia 2014 zawodnik SCL Tigers. Od stycznia 2016 zawodnik czeskiej drużyny Orli Znojmo. Od lipca 2017 zawodnik EC Bad Tölz. Od poczłtku stycznia 2018 ponownie zawodnik klubu ze Znojma. Od kwietnia do grudnia 2018 był zawodnikiem EC Graz 99ers.
Uczestniczył w turniejach mistrzostw świata w 1999 (Grupa A), 2000, 2002, 2003, 2005 (Elita), 2006 (Dywizja I), 2007, 2009, 2013 (Elita) oraz zimowych igrzysk olimpijskich 2002, 2014.

## Sukcesy i wyróżnienia
Reprezentacyjne
- Awans do mistrzostw świata Elity: 2006

Klubowe
- Emms Trophy: 1999 z Barrie Colts
- Srebrny medal mistrzostw Austrii: 2006 z EC Salzburg, 2013 z Vienna Capitals
- Złoty medal mistrzostw Austrii: 2007, 2010, 2011 z EC Salzburg
- Drugie miejsce w Pucharze Kontynentalnym: 2011 z EC Salzburg

Indywidualne
- Mistrzostwa Europy juniorów do lat 18 Grupy C w 1997:
  - Najlepszy obrońca turnieju
- Liga austriacka 2006/2007:
  - Zdobywca gola przesądzające o mistrzostwie
- Mistrzostwa Świata w Hokeju na Lodzie 2007 (elita):
  - Pierwsze miejsce w klasyfikacji strzelców wśród obrońców turnieju: 3 gole (ex aequo)[10]
- Mistrzostwa Świata w Hokeju na Lodzie 2013/Elita:
  - Jeden z trzech najlepszy zawodników reprezentacji na turnieju[11]
- Sezon EBEL (2012/2013):
  - Pierwsze miejsce w klasyfikacji asystentów w fazie play-off: 11 asyst